# 中國卓郎
中國 卓郎（なかくに たくろう、1974年4月21日 - ）は、日本の男性声優。アプトプロ所属。神奈川県出身。

## 人物
声優養成所「CHK声優センター」から、上位事務所である「オフィスCHK」に昇格所属してデビューした同事務所生え抜き声優の一人。作詞を特技・趣味としておりマエストロを自称しているが、CHK・アプト両所属において音楽活動による事務所への登録はされていない。他の特技として青汁一気飲みや遅寝早起きなどが挙げられている。
2006年7月より開始された、壱智村小真、櫻井浩美、浅井晴美による自主制作インターネットラジオ『studio TeaParty』に出演。各回のゲストと共に番組の乗っ取りを幾度となく強行した。そのため、番組内では異様に警戒されているようである。また、前述の「マエストロ」のしつこい自称も、主にはこの番組を通じて行われたもので、パーソナリティの3人からも悪ノリを兼ねてそう呼ばれる。
なお『studio TeaParty』の姉妹番組『studio TeaParty 轟け!』にて、前述の3人によってマエストロの自称が実は『のだめカンタービレ』からの影響によるものであったことが『轟け!』の第1回放送にてバラされた。
また、初期出演作品においては同じCHK出身者である笹島かほるなどの共演が目立つ。笹島と一緒に大宮三郎プロデュース作品の常連の一人。同作品群において脇を固める次世代バイプレーヤーの一人として知られる。
2011年3月1日を以てオフィスCHKを離籍し、フリー期間を経て、同年4月よりアプトプロ所属。

## 出演
太字はメインキャラクター。

### テレビアニメ
2002年
- HAPPY★LESSON（生徒C、スキーヤー、TV通販の男性）

2003年
- SUBMARINE SUPER 99（X-800副官、ボル・ロウ副官、皇帝旗艦操舵手）
- しましまとらのしまじろう（カラスさん）
- なるたる（生駒刑事、レポーター）
- HAPPY★LESSON ADVANCE（生徒C）
- PEACE MAKER鐡（番頭、町人、隊士）

2004年
- GANTZ（永沢栄二、トマオ、生徒、属A、店員A、TV司会）
- ごくせん（南陽一）
- Φなる・あぷろーち（益田守、陸奥直洋、ノッポ）

2005年
- エレメンタル ジェレイド（ならず者、男、警備兵、空賊、船員、兵士、修理班 他）
- こいこい7（ブルセラ仮面、斧寺、ミヤの父）
- こみっくパーティーRevolution
- 戦国英雄伝説 新釈 眞田十勇士 The Animation
- はっぴぃセブン 〜ざ・テレビまんが〜（長崎円喜、野口先生、異星人、田宮）
- 魔豆奇伝パンダリアン（オスカー）

2006年
- タマ&フレンズ 探せ!魔法のプニプニストーン（ブル）
- つよきす Cool×Sweet（村田洋平、なごみの父）
- ヤマトナデシコ七変化♥（2006年 - 2007年、新聞部長、司会者、ジャック、不良3、教頭 他）
- 吉永さん家のガーゴイル（パパ、ヒッシャム、ケンジ、ピエール）

2008年
- BUS GAMER
- ポルフィの長い旅（ニコラ）
- MAJOR シリーズ（2008年 - 2010年、エリック、ジマーマン、バトラー、月岡、原田、チャーリー、福原、ナバーロ、ロビンソン、チャーリー 他）- 3シリーズ
- ヨスガノソラ（中里亮平、車掌）

2012年
- ハイスクールD×D（2012年 - 2018年、元浜）- 4シリーズ
- ハヤテのごとく! CAN'T TAKE MY EYES OFF YOU（強盗犯）
- 松本零士「オズマ」（クン）

2015年
- 攻殻機動隊 ARISE ALTERNATIVE ARCHITECTURE（サイトー）
- 城下町のダンデライオン（男性アナ、男子アナ）

2017年
- 100%パスカル先生（にせヒーローパスカル / にせヒーローパスカルV、パスカルジュニア3、死神パスカル、重力おっさん）

2018年
- レイトン ミステリー探偵社 〜カトリーのナゾトキファイル〜（ジョニー）
- 実験品家族 -クリーチャーズ・ファミリー・デイズ-（ホームレス）
- オーバーロードIII（チエネイコ男爵）

2022年
- ONE PIECE（2022年 - 2023年、マハ）

2025年
- アサティール2 未来の昔ばなし（マジュディ）

### 劇場アニメ
- 攻殻機動隊ARISE -GHOST IN THE SHELL-（2013年、サイトー[9]）
- 攻殻機動隊 新劇場版（2015年、サイトー[10]）
- 劇場版BEM〜BECOME HUMAN〜（2020年、ビート）
- 劇場版 乙女ゲームの破滅フラグしかない悪役令嬢に転生してしまった…（2023年、マレット子爵）

### OVA
- HAPPY★LESSON（2001年、C）
- Happy World!（2002年、丸山獅子男、犬）
- HAPPY★LESSON THE FINAL（2004年、C）
- Phantom -PHANTOM THE ANIMATION-（2004年）
- 学校の怪談（2005年、ベン、人面犬）
- 僕は妹に恋をする（2005年、男子生徒B）
- かってに改蔵（2011年、カカシ、ピエロ）
- ハイスクールD×D（2012年、元浜）※小説第13巻BD付限定版

### Webアニメ
- いくぜっ! 源さん（2008年、大工2、若い衆2、運転手）

### ゲーム
1999年
- ぷらすぷらむ（ブロウ）
- ルームメイト（山本正広）

2001年
- エクソダスギルティー ネオス（ベルマー）
- HAPPY★LESSON（彼岸、生徒C）

2002年
- マジデスファイト!（リンドウ）

2003年
- スターオーシャン Till the End of Time（司令官）
- バテン・カイトス 終わらない翼と失われた海（フォロン）

2004年
- Angel's Feather（上杉凪）
- メンアットワーク!3 愛と青春のハンター学園（ライル・エインズワース）

2005年
- 状況開始っ!（町田吉平）
- F.E.A.R.（アルダス・ビショップ）
- ラジアータ ストーリーズ（ボイド）

2007年
- ドラゴンクエストソード 仮面の女王と鏡の塔（サイレス）

2009年
- ラストバレット（境井大貴）

2010年
- ぱすてるチャイムContinue（サワタリ）

2011年
- 次の犠牲者をオシラセシマス（ジャック）

2017年
- メギド72（2017年 - 2023年、サレオス、グラシャラボラス）

2018年
- D×2 真・女神転生 リベレーション

2020年
- 龍が如く7 光と闇の行方

2023年
- OCTOPATH TRAVELER II

2024年
- 龍が如く8
- ファイナルファンタジーVII リバース

### ドラマCD
- 純情エゴイスト（草間園の園長）
- ポーの一族 エドガーとアラン篇（盗賊 他[12]）

### 吹き替え

#### 映画
1999年
- 犬いなる遺産

2000年
- エア・バディ2

2001年
- 沈黙のテロリスト（ファジー〈ナズ〉）
- レジェンド・オブ・アロー（フロデリック〈デル・シノット〉） ※ソフト版

2002年
- スノー・クイーン 〜雪の女王〜（レジナルド〈クリス・ポープ〉）
- 翼をください

2003年
- フォーン・ブース
- フラッシュフラッド

2004年
- 真珠の耳飾りの少女（ピーター〈キリアン・マーフィー〉）
- ダンス・レボリューション
- トルク
- ニュースの天才
- 恋愛適齢期

2005年
- エミルの空
- 人間人形 デッドドヲル
- ヤァヤァ・シスターズの聖なる秘密

2006年
- エンドレス・ラブ（キース〈ジェームズ・スペイダー〉）
- ブレンダン・フレイザー 復讐街（ウェンバ〈モス・デフ〉）

2009年
- ウルヴァリン:X-MEN ZERO（クリス・ブラッドリー/ボルト〈ドミニク・モナハン〉）

2011年
- 罰ゲーム（ザック〈グレッグ・サイプス〉）

2015年
- フッテージ デス・スパイラル（ストムバーグ博士〈タテ・エリントン〉）

#### ドラマ
2001年
- CIA:ザ・エージェンシー（レックス）
- ネバーエンディング・ストーリー 遥かなる冒険（タルタス〈ロバート・クルックス〉）
- レジェンド・オブ・アロー〜ロビン・フッドの娘〜（フレデリック）

2002年
- パワーレンジャー・ライトスピード・レスキュー（ジンクサー）

2006年
- NCIS 〜ネイビー犯罪捜査班 ※Dlife版

2010年
- CSI:マイアミ8

#### アニメ
2003年
- キム・ポッシブル（セニョール・シニア・ジュニア）

2007年
- FIX FOXI（ルホ）

2010年
- キック ザ・びっくりボーイ

### Webラジオ
- studio TeaParty（乗っ取り屋）
- 聴いてくれたら胃〜之煮（studio TeaParty 2006年11月 - ）

### その他
- スカシカシパンマン（ハスノハカシパンマン）※携帯電話限定アニメ